# Tamaryszek francuski
Tamaryszek francuski (Tamarix gallica L.) – gatunek roślin z rodziny tamaryszkowatych (Tamarixaceae). Pochodzi z zach. wybrzeży Morza Śródziemnego (Włochy, Francja, Hiszpania), rozprzestrzenił się także w Wielkiej Brytanii. Jest uprawiany w wielu krajach świata.

## Morfologia

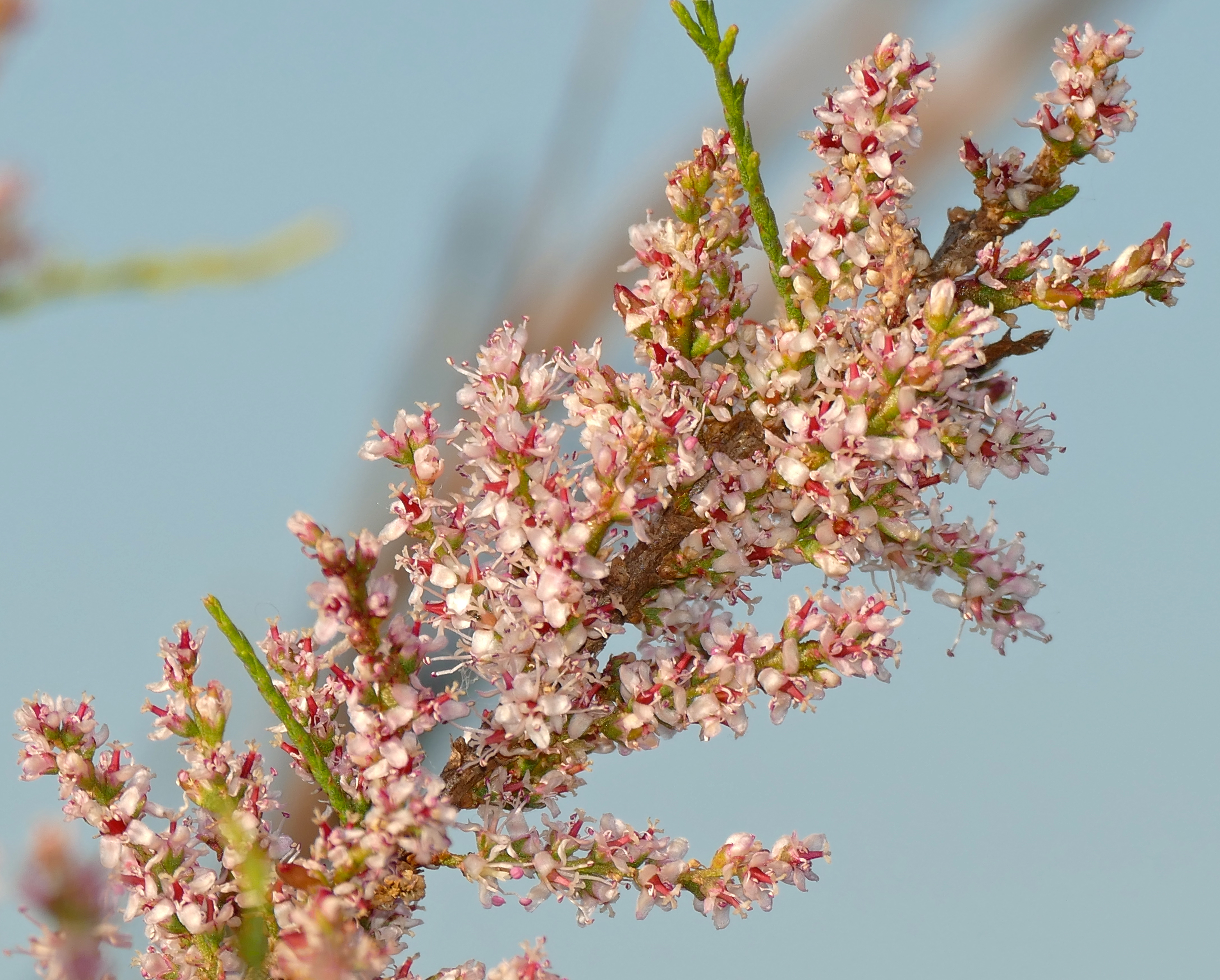
Kwiatostan

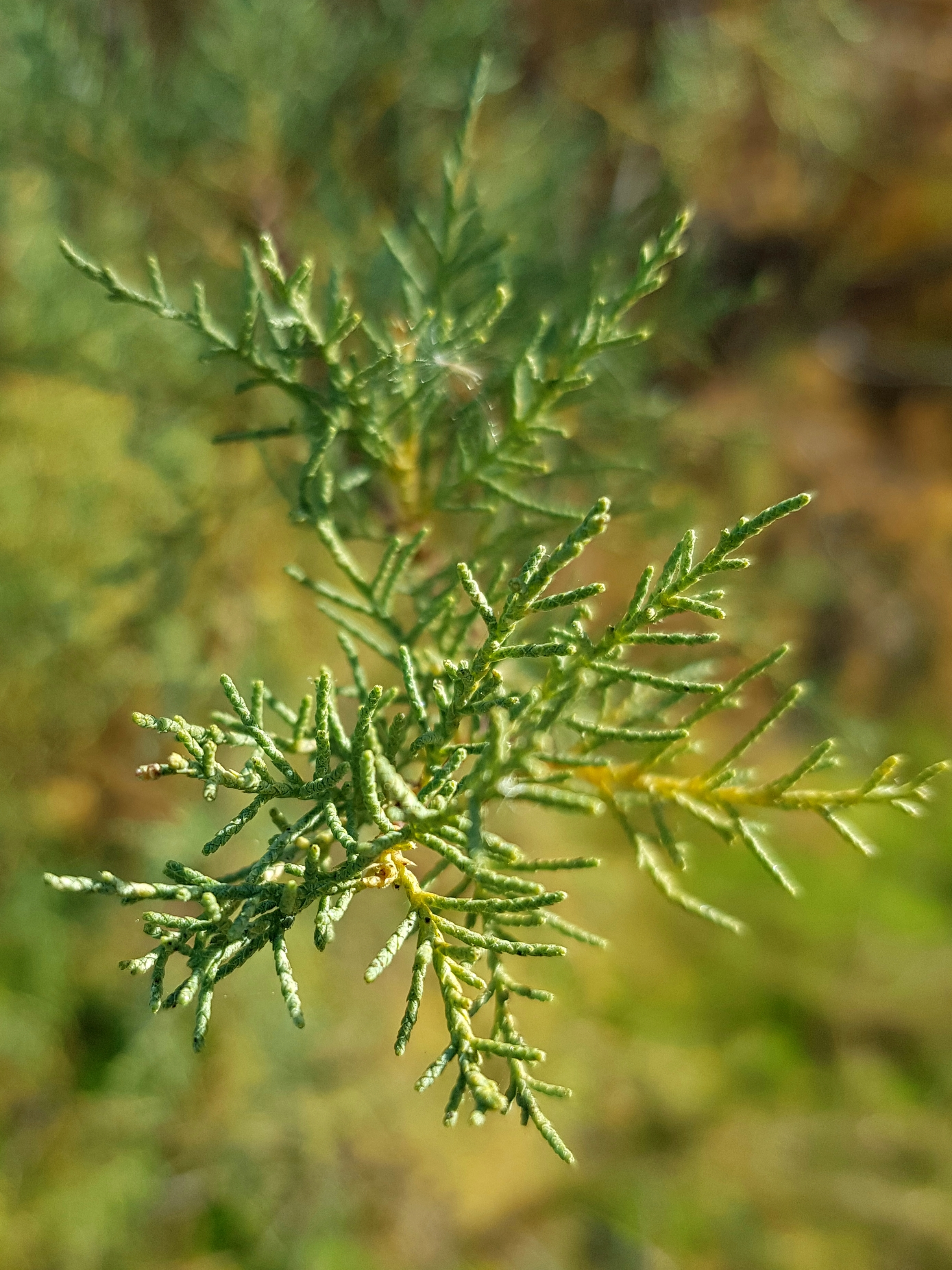
Pęd wegetatywny

PokrójLiściasty krzew wyrastający do 3 m wysokości.
LiścieŁuskowate, ciemnozielone do niebieskawo-zielonych.
Kwiaty5-krotne, różowe, drobne, zebrane w gęste, cylindryczne grona o długości 3–5 cm i wyrastające na jednorocznych pędach. Ich podsadki są dwukrotnie dłuższe od szypułek. Kwitnie od czerwca do sierpnia.

## Zastosowanie
Roślina ozdobna. Jest czasami uprawiany w parkach, ogrodach botanicznych i ogródkach przydomowych. Najładniej wygląda podczas kwitnienia, ale dzięki delikatnym i kolorowym pędom jest atrakcyjny również po opadnięciu liści. W Polsce nie jest wystarczająco mrozoodporny i może być uprawiany tylko w cieplejszych rejonach kraju w osłoniętych od wiatru miejscach.

## Uprawa
- Wymagania: Wymaga dużo miejsca, gdyż silnie się rozrasta. Dobrze rośnie na lekkiej i przepuszczalnej glebie, wymaga słonecznego stanowiska. Ma bardzo głębokie korzenie i dlatego jest dość wytrzymały na suszę. Dobrze również znosi zasolenie gleby, nie jest natomiast całkowicie mrozoodporny i w czasie surowych zim może przemarznąć, szczególnie wrażliwe na mróz są młode okazy. Przemarznięte krzewy jednak się odradzają.
- Zabiegi pielęgnacyjne: Co kilka lat należy go silnie przyciąć, będzie wówczas bardziej zagęszczony i będzie obficiej kwitnął. Również w przypadku przemarznięcia obumarłe pędy należy uciąć nisko nad ziemią. Źle znosi przesadzanie; jeśli jest to konieczne, należy silnie przyciąć mu nadziemne pędy.